# Metipranolol
Metipranolol (OptiPranolol, Betanol, Disorat, Trimepranol) là một thuốc chẹn beta không chọn lọc được sử dụng trong thuốc nhỏ mắt để điều trị bệnh tăng nhãn áp. Nó được chuyển hóa nhanh chóng thành desacetylmetipranolol.